# NGC 6975
NGC 6975 (ook: NGC 6976) is een spiraalvormig sterrenstelsel in het sterrenbeeld Waterman. Het hemelobject werd op 12 juli 1864 ontdekt door de Duitse astronoom Albert Marth.

## 4 en 5 Aquarii
NGC 6975 en de andere drie stelsels van de Hickson 88 groep bevinden zich, vanaf de aarde gezien, net ten zuidoosten van het koppel sterren 4 en 5 Aquarii. Beide sterren hebben magnitude +6, en vormen een opvallend paar in het beeldveld van elk type telescoop. Amateurastronomen kunnen 4 en 5 Aquarii aanwenden als gidssterren om op zoek te gaan naar de Hickson 88 groep.
4 Aquarii, het zuidwestelijke lid van het sterrenkoppel 4 en 5 Aquarii, is de dubbelster Struve 2729 (Σ 2729).

## Synoniemen
- MCG -1-53-15
- NPM1G -05.0582
- HCG 88C
- PGC 65620